# Moussa Sanoh
Moussa Sanoh (* 20. Juli 1995 in Gbapleu, Elfenbeinküste) ist ein liberianisch-niederländischer Fußballspieler.

## Karriere

### Verein
Moussa Sanoh erlernte das Fußballspielen in den niederländischen Jugendmannschaften des Quick 1888, NEC Nijmegen und dem PSV Eindhoven. Beim PSV unterschrieb er am 1. Juli 2014 auch seinen ersten Vertrag. Hier kam er in der zweiten Mannschaft, dem Jong PSV, zum Einsatz. Mit dem Verein aus Eindhoven spielte er 46-mal in der zweiten Liga. Von Februar 2016 bis Juni 2016 wurde er von Eindhoven an den ebenfalls in der zweiten Liga spielenden RKC Waalwijk ausgeliehen. Nach 14 Ligaspielen wurde er am 1. Juli 2016 von dem Verein aus Waalwijk fest unter Vertrag genommen. Nach einer Saison, in der er 26 Ligaspiele bestritt, wechselte er im Juli 2017 nach England. Hier nahm ihn der Viertligist Crawley Town aus Crawley unter Vertrag. Im Juli 2018 zog er weiter nach Rumänien. Hier spielte er für die Erstligisten Politehnica Iași, Gaz Metan Mediaș und FC Voluntari. Der FC Balzan, ein Erstligist aus Malta, nahm ihn von Anfang Januar 2021 bis Anfang August 2021 unter Vertrag. Am 6. August 2021 kehrte er nach Rumänien zurück, wo er die Saison 2021/22 für CS Mioveni aus Mioveni 30-mal in der ersten Liga auf dem Spielfeld stand. Die Saison 2022/23 spielte er wieder in den Niederlanden beim FC Eindhoven. Nach elf Ligaspielen wechselte er im Sommer 2023 nach Thailand, wo ihn der Zweitligist Ayutthaya United FC unter Vertrag nahm. Am Ende der Saison 2023/24 belegte er mit dem Klub den sechsten Tabellenplatz und qualifizierte sich somit für die Aufstiegsspiele zur ersten Liga. Hier konnte man sich jedoch nicht durchsetzen. Nach einer Saison, in der er 34 Ligaspiele bestritt, wechselte er im Sommer 2024 zum Erstligaabsteiger Police Tero FC. Hier bestritt er 13 Ligaspiele. Nach der Hinrunde wurde sein Vertrag im Dezember 2024 nicht verlängert.

### Nationalmannschaft
Moussa Sanoh spielte von 2009 bis 2014 für diverse niederländische Juniorennationalmannschaften. Sein Nationalmannschaftsdebüt für Liberia gab er am 7. Oktober 2021 in einen WM-Qualifikationsspiel gegen Kap Verde. Bei der 1:2-Niederlage stand er in der Startelf und wurde in der 66. Minute gegen Terrence Tisdell ausgewechselt.